# Det moskovittiske kompagni
Det moskovittiske kompagni (engelsk: Muscovy Company, russisk: Московская компания, tr. Moskovskaja Kompanija) var et handelsselskab grundlagt i 1555. Det var det første engelske handelskompagni af typen som senere kom til at dominere handel med kolonierne, og blev associeret med berømtheder som Henry Hudson og William Baffin. Det moskovittiske kompagni havde frem til 1698 monopol på handlen med Storfyrstendømmet Moskva (som udviklede sig til Zar-Rusland), og overlevede som handelsselskab frem til den russiske revolution i 1917. Siden 1917 har selskabet været en velgørende organisation med basis i Rusland.